# 오스트레일리아의 곤드와나 열대우림 지역
오스트레일리아의 곤드와나 열대우림 지역(Gondwana Rainforests of Australia)은 오스트레일리아 퀸즐랜드주와 뉴사우스웨일스주 일부에 걸쳐 있는 자연 보호 지역의 총칭이다. 1986년 유네스코 세계 유산으로 지정되었으며 1994년 확대 지정되었다.
이곳은 섬이 아니라 본래 대륙의 일부이며, 서식지가 단편화되어 섬처럼 분리되어 있는 연속 유산이다. 이곳은 1960년 10월에 귀디르 고속도로(Gwydir Highway)가 개통하자 지브롤터(Gibraltar) 지역에 접근할 수 있게 되었다. 그리고 이 유산 지역을 국립공원으로 지정받으려는 운동이 시작되었다. 1963년 3월 8일에 정부 관보의 공고에 따라 약 14,000ha의 지역을 대중 휴양지로 보존했고, 1965년 9월 17일에 정부 관보의 고시에 따라 보존 지역은 1,425ha 더 넓어졌다.